# موریس هنه
موریس هنه (انگلیسی: Maurice Hehne؛ زادهٔ ۲۴ آوریل ۱۹۹۷) بازیکن فوتبال اهل آلمان است.
از باشگاه‌هایی که در آن بازی کرده‌است می‌توان به باشگاه فوتبال هانوفر ۹۶ اشاره کرد.